# Kowalówka (województwo podkarpackie)
Kowalówka (do 11 marca 1939 Freifeld) – wieś w Polsce, położona w województwie podkarpackim, w powiecie lubaczowskim, w gminie Cieszanów.
Wierni Kościoła rzymskokatolickiego należą do parafii Parafia św. Wojciecha w Cieszanowie.

## Części wsi
| SIMC    | Nazwa  | Rodzaj                  |
| ------- | ------ | ----------------------- |
| 0600131 | Barek  | część wsi               |
| 0600148 | Doliny | przysiółek (do 2023 r.) |

## Historia
Wieś założona została w latach 80. XVIII wieku w ramach kolonizacji józefińskiej pod nazwą Freifeld. 11 marca 1939 roku przemianowano miejscowość na Kowalówka. Zmianę nazwy ogłoszono ponownie w 1949 roku.
W 1944 sotnia kurenia Mesnyky pod dowództwem Sydora wraz z mieszkańcami ukraińskich wsi dwukrotnie napadła Kowalówkę, spalono znaczną część zabudowań - zginęło kilkunastu Polaków.
W latach 1975–1998 wieś położona była w województwie przemyskim.

## Zabytki
- We wsi znajduje się dawna drewniana cerkiew greckokatolicka pw. Narodzenia Przenajświętszej Bogurodzicy wzniesiona po poł. XVIII w. Remontowana w latach 1813 i 1867–68 (polichromia). W latach 1899–1900 przebudowano nawę rozszerzając ją o ramiona transeptu. Ustalona w tym czasie kompozycja przestrzenno-bryłowa świątyni przetrwała do obecnych czasów. Po 1947 r. została zaadaptowana na kościół filialny rzym.-kat. pw. Narodzenia NMP. Świątynia leży na szlaku architektury drewnianej województwa podkarpackiego.